# Rezervace Atlantického lesa na jihovýchodě Brazílie
Rezervace Atlantického lesa na jihu a jihovýchodě Brazílie (portugalsky Reservas de Mata Atlântica do Sudeste) je název jedné z brazilských lokalit světového přírodního dědictví UNESCO. Jedná se o souhrn 25 chráněných území ve státech Paraná a São Paulo (mezi městy Curitiba a São Paulo) o souhrnné rozloze 4681,93 km² se zachovalým lesním porostem Atlantického lesa (portugalsky Mata Atlântica, jeden ze šesti základních biomů v Brazílii).
Tropické lesy brazilského atlantického pobřeží patří mezi území s největší biodiverzitou na Zemi. Žije zde velký počet endemických zvířat a roste mnoho rostlin; ze zdejších druhů lze jmenovat např. živočichy jako vřešťan hnědý, chápan pavoučí, lvíček černolící, ocelot velký, amazoňan rudoocasý, harpyje pralesní, káně brazilská, kotinga černohlavá, tinama žlutonohá, rybák královský, guan černočelý nebo pes pralesní.

## Přehled území
- ekologické stanice:
  - Jureia-Itatins (79270 ha)
  - Chauas (2699 ha)
  - Guaraquecaba (13638 ha)
  - Ilha do Mel (2241 ha)
  - Xitue (3095 ha)
  - Guaraguacu (1150 ha)
- národní park
  - Superagui (37000 ha)
- státní park
  - Pariquera - Abaixo (2360 ha)
  - Jacupiranga (119000 ha)
  - Ilha do Cardoso (22500 ha)
  - Carlos Botelh (37644 ha)
  - Pico do Marumbi (2342 ha)
  - Intervales (42926 ha)
  - Lauraceas (27524 ha)
- turistický park
  - Alto Ribeira (35884 ha)
- soukromá rezervace
  - Salto Morato (1716 ha)
- zóna divokého života
  - Serras do Cordeiro (5000 ha)
  - Serras do Arrepiado e Tombador (5125 ha)
  - Mangues (1070 ha)
  - Serra do Itapitangui (3437 ha)
  - Ilhas oceanicas (93 ha)
  - Ilha Comprida (7687 ha)
- území udržitelného turismu
  - Roberto E (2698 ha)
  - Serra da Graciosa (1189 ha)
  - Pau Oco (905 ha)